# جامعه بین‌المللی حقوق بشر
جامعه بین‌المللی حقوق بشر (انگلیسی: International Society for Human Rights) یک سازمان بین‌المللی حقوق بشری غیردولتی است که در شورای اروپا مشارکت دارد. این ارگان همچنین دارای رتبه نظارتی بر کمیسیون حقوق بشر آفریقا و رتبه مشورتی در بخش اطلاعات عمومی و شورای اقتصادی -اجتماعی سازمان ملل متحد است.

## تاریخچه
ISHR سال ۱۹۷۲ در آلمان غربی تأسیس شد و در فرانکفورت آلمان مستقر می‌باشد.
این ارگان به عنوان ارگان حقوق بشری با اهداف ترویج بردباری بین‌المللی در زمینه فرهنگ و جامعه تأسیس شد. از این جهت از بدو تأسیس به حمایت از افرادی که با این اصول همخوانی دارند متعهد بود.
اولین مؤسس این ارگان، ایوان آگرسو یک کارگر روسی از اردوگاه کار اجباری بود که پس از جنگ جهانی دوم به دلیل درمان پزشکی تصمیم گرفت در آلمان بماند. در سال ۱۹۸۲ به عضویت انجمن بین‌المللی حقوق بشر درآمد و در اتریش، سوئیس، انگلستان و فرانسه دفتر باز کرد. از آن زمان به بعد دارای ۳۵ بخش بین‌المللی، در سراسر جهان می‌باشد. 
لودویگ ارهارد صدر اعظم سابق آلمان و اتو فن هابسبورگ یک شاهزاده آلمانی از اعضا سرشناس و مشهور این سازمان بوده‌اند. در طول جنگ سرد، این سازمان تمرکز خود را بر روی نقض حقوق بشر در بلوک شرق گذاشت.
در سال ۱۹۷۵، جمهوری دموکراتیک آلمان شرقی، این ارگان را دشمن دولت خواند و اشتازی برای بی‌اعتبار کردن این سازمان بسیار تلاش کرد. این ارگان اخیراً تلاش‌های خود را متوجه آزادی ادیان و آزادی مطبوعات در کشورهایی مانند ویتنام و چین کرده‌است. این انجمن مجلات حقوق بشری خود را در سطح بین‌المللی به انگلیسی و آلمانی منتشر می‌کند.